# Moldavská jaderná elektrárna
Moldavská jaderná elektrárna (rumunsky Centrala Nucleară de la Moldova) byla plánovaná jaderná elektrárna v Rumunsku. Postavena měla být na severovýchodě země u rumunského vesnice Izvoare v župě Neamţ, jihovýchodně od okresního města Piatra Neamț. Název jaderné elektrárny pochází z historického názvu regionu Moldávie. V roce 1986 došlo k pozastavení projektu a v roce v 1990 po sesazení Nicolae Ceaușesca a revoluci byla elektrárna zrušena.

## Historie a technické informace

### Počátky a jaderná elektrárna Olt
Původně koncem 60. let Rumunsko navázalo spolupráci se Sovětským svazem na výstavbě jaderné elektrárny Olt. Rumunská strana však požadovala vybavení VVER-440 kontejnmentem, který Sovětský svaz v té době ještě nenabízel. Vysoké devizové výdaje pro Rumunsko znamenaly, že dovoz potřebných systémů ze západu nepřicházel v úvahu. V důsledku toho Sovětský svaz od roku 1976 nabízel VVER-500 a VVER-1000 jako alternativu s kontejnmentem. Protože VVER-500 nebyl k dispozici pro export až do roku 1985 a VVER-1000 byl příliš velký pro jadernou elektrárnu Olt, elektrárna musela být přesunuta jinam.
Elektrárna byla přemístěna do župy Neamţ na severovýchodě Rumunska, kde již bylo možné postavit velké reaktory VVER-1000. Z toho důvodu v roce 1984 uzavřely Rumunsko a Sovětský svaz mezivládní dohodu o výstavbě tří VVER-1000/320.

### Moldavská jaderná elektrárna
Stavba měla začít v letech 1985 až 1990. Od roku 1985 byla elektrárna představena jako druhá jaderná elektrárna v Rumunsku. Podle státní dohody byly zahájeny přípravné práce pro plánování projektu a konečné rozhodnutí o umístění. To bylo učiněno na jaře 1985 a v červnu 1985 bylo v novinovém článku veřejně oznámeno, že jaderná elektrárna bude postavena poblíž města Piatra Neamţ. Článek obsahoval příslušné obecné informace o rozhodnutí a obrázek Nicolae Ceaușesca, který si stránky prohlížel. Zvolenou lokalitou bylo místo u obce Izovara, kvůli její blízkosti k městům Roznov a Săvineşti s rozvinutým průmyslem. 

#### Financování
Jak bude Rumunsko financovat jadernou elektrárnu, nebylo tehdy jasné. Analytici však předpokládali, že elektrárna bude placena především fyzickým majetkem, exportem potravin a exportem elektřiny. Protože však Moldavská sovětská socialistická republika začala v témže roce také plánovat jadernou elektrárnu u obce Rîbnița (Grigoriopolská jaderná elektrárna), bylo sporné, zda Moldavská sovětská socialistická republika bude skutečně potřebovat dovoz energie z Rumunska. V roce 1985 Rumunsko podepsalo bilaterální smlouvu s Československem o dodávkách dvou tlakových nádob VVER-1000. V průběhu roku 1985 přijela do Bukurešti delegace Škody JS, která měla se společností Romenergo podepsat smlouvu na dodávku komponentů. K podpisu však nedošlo, protože komponenty pro reaktory by musely být přizpůsobeny pro seismicky aktivní oblasti, ve kterých se měla elektrárna nacházet. To, že s tím Škoda JS ve smlouvách nepočítala, bylo způsobeno tím, že sovětská strana při zadání zakázky neuvedla přesnou lokalitu. V té době Sovětský svaz ještě počítal s tím, že první blok bude uveden do provozu do roku 1991.
Přípravné práce na moldavské jaderné elektrárně byly zahájeny v roce 1985 a v únoru 1986 Rumunsko také veřejně oznámilo, že bude na výstavbě elektrárny spolupracovat s ostatními zeměmi RVHP a objedná všechny tři reaktory u Škody JS v Československu. Ostatní komponenty měly být dodány ze Sovětského svazu, kde se měl provozní personál školit až do roku 1991, kdy měl být uveden do provozu první blok. V březnu 1986 byly na místě zahájeny přípravné práce. Po havárii reaktoru v Černobylu v dubnu 1986 neklid ve vedení Romenerga způsobil, že zpočátku již nechtěli podepsat smlouvu na dodávku moldavské jaderné elektrárny a zastavili přípravné práce. Pozastavením platnosti dohody mezi Rumunskem a Sovětským svazem se rumunská vláda v listopadu 1989 rozhodla projekt zastavit, protože již nechtěla dovážet jaderné elektrárny na klíč ze Sovětského svazu. V průběhu roku 1990 proběhlo závěrečné jednání s generálním projektantem. Kvůli změněným předpisům pro jaderné elektrárny v Sovětském svazu byly požadavky na umístění značně zpřísněny, což znamenalo, že umístění v Rumunsku již nebylo považováno Sovětským svazem za vhodné. Vzhledem k neexistenci možných alternativ se obě strany rozhodly po vzájemné dohodě projekt zrušit. Z dlouhodobého hlediska však byla lokalita vnímána jako varianta budoucí jaderné elektrárny po roce 2000.

## Informace o reaktorech
| Reaktor    | Typ reaktoru  | Výkon  | Výkon   | Zahájení výstavby                 | Připojení k síti                  | Uvedení do provozu                | Uzavření |
| Reaktor    | Typ reaktoru  | Čistý  | Hrubý   | Zahájení výstavby                 | Připojení k síti                  | Uvedení do provozu                | Uzavření |
| ---------- | ------------- | ------ | ------- | --------------------------------- | --------------------------------- | --------------------------------- | -------- |
| Moldávie-1 | VVER-1000/320 | 950 MW | 1000 MW | Plán na stavbu zrušen v roce 1989 | Plán na stavbu zrušen v roce 1989 | Plán na stavbu zrušen v roce 1989 |          |
| Moldávie-2 | VVER-1000/320 | 950 MW | 1000 MW | Plán na stavbu zrušen v roce 1989 | Plán na stavbu zrušen v roce 1989 | Plán na stavbu zrušen v roce 1989 |          |
| Moldávie-3 | VVER-1000/320 | 950 MW | 1000 MW | Plán na stavbu zrušen v roce 1989 | Plán na stavbu zrušen v roce 1989 | Plán na stavbu zrušen v roce 1989 |          |